# Bijeon-dong
Bijeon-dong (koreanska: 비전동) är en stadsdel i staden Pyeongtaek i provinsen Gyeonggi i den centrala delen av Sydkorea, 60 km söder om huvudstaden Seoul.

## Indelning
Administrativt är Bijeon-dong indelat i:
| Namn    | Namn              | Yta km² | Invånare 31 dec 2020 |
| ------- | ----------------- | ------- | -------------------- |
| 비전1동 | Bijeon 1(il)-dong | 15,54   | 86 389               |
| 비전2동 | Bijeon 2(i)-dong  | 4,75    | 54 580               |